# العلاقات الماليزية الموريشيوسية
العلاقات الماليزية الموريشيوسية هي العلاقات الثنائية التي تجمع بين ماليزيا وموريشيوس.

## مقارنة بين البلدين
هذه مقارنة عامة ومرجعية للدولتين:
| وجه المقارنة                                              | ماليزيا       | موريشيوس                 |
| --------------------------------------------------------- | ------------- | ------------------------ |
| المساحة (كم2)                                             | 330.29 ألف    | 2.04 ألف                 |
| عدد السكان (نسمة)                                         | 31.62 مليون   | 1.26 مليون               |
| الكثافة السكانية (ن./كم²)                                 | 95.73         | 617.65                   |
| العاصمة                                                   | كوالالمبور    | بورت لويس                |
| اللغة الرسمية                                             | لغة ماليزية   | لغة إنجليزية، لغة فرنسية |
| العملة                                                    | رينغيت ماليزي | روبي موريشي              |
| الناتج المحلي الإجمالي (بليون دولار)                      | 314.50 مليار  | 13.34 مليار              |
| الناتج المحلي الإجمالي (تعادل القوة الشرائية) بليون دولار | 817.43 مليار  | 25.36 مليار              |
| الناتج المحلي الإجمالي الاسمي للفرد دولار أمريكي          | 9.77 ألف      | 9.25 ألف                 |
| الناتج المحلي الإجمالي للفرد دولار أمريكي                 | 25.64 ألف     | 18.59 ألف                |
| مؤشر التنمية البشرية                                      | 0.779         | 0.777                    |
| رمز المكالمات الدولي                                      | +60           | +230                     |
| رمز الإنترنت                                              | .my           | .mu                      |
| المنطقة الزمنية                                           | ت ع م+08:00   | ت ع م+04:00              |

## منظمات دولية مشتركة
يشترك البلدان في عضوية مجموعة من المنظمات الدولية، منها:
| علم المنظمة | اسم المنظمة                               | تاريخ انضمام ماليزيا | تاريخ انضمام موريشيوس |
| ----------- | ----------------------------------------- | -------------------- | --------------------- |
|             | البنك الدولي للإنشاء والتعمير             | 7 مارس 1958          | 23 سبتمبر 1968        |
|             | منظمة التجارة العالمية                    | ?                    | ?                     |
|             | المركز الدولي لتسوية المنازعات الاستشارية | 14 أكتوبر 1966       | 2 يوليو 1969          |
|             | منظمة حظر الأسلحة الكيميائية              | ?                    | ?                     |
|             | الفريق المعني برصد الأرض                  | ?                    | ?                     |
|             | المنظمة الهيدروغرافية الدولية             | ?                    | ?                     |
|             | الأمم المتحدة                             | 17 سبتمبر 1957       | 24 أبريل 1968         |
|             | منظمة الشرطة الجنائية الدولية             | ?                    | ?                     |
|             | وكالة ضمان الاستثمار متعدد الأطراف        | 6 ديسمبر 1991        | 28 ديسمبر 1990        |
|             | يونسكو                                    | 16 يونيو 1958        | 25 أكتوبر 1968        |
|             | مؤسسة التنمية الدولية                     | 24 سبتمبر 1960       | 23 سبتمبر 1968        |
|             | مؤسسة التمويل الدولية                     | 20 مارس 1958         | 23 سبتمبر 1968        |
|             | الاتحاد البريدي العالمي                   | ?                    | ?                     |
|             | دول الكومنولث                             | ?                    | ?                     |
|             | الاتحاد الدولي للاتصالات                  | 3 فبراير 1958        | 30 أغسطس 1969         |

## وصلات خارجية
- موقع وزارة الخارجية الماليزية